# Ley de hierro de la oligarquía

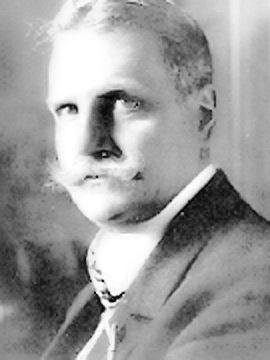
Robert Michels, el sociólogo que ideó el concepto de "Ley de hierro de la oligarquía"

La ley de hierro de la oligarquía es una teoría política desarrollada por primera vez por el sociólogo italiano nacido en Alemania Robert Michels en su libro de 1911 Partidos políticos . Afirma que el gobierno de una élite, u oligarquía, es inevitable como una "ley de hierro" dentro de cualquier organización democrática como parte de las "necesidades tácticas y técnicas" de la organización.
La teoría de Michels establece que todas las organizaciones complejas, independientemente de cuán democráticas sean cuando comenzaron, finalmente se convierten en oligarquías. Michels observó que, dado que ninguna organización lo suficientemente grande y compleja puede funcionar puramente como una democracia directa, el poder dentro de una organización siempre se delegará en individuos dentro de ese grupo, elegidos o no.
Utilizando anécdotas de partidos políticos y sindicatos que luchan por operar democráticamente para construir su argumento en 1911, Michels abordó la aplicación de esta ley a la democracia representativa y afirmó: "Quien dice organización, dice oligarquía". Continuó afirmando que "la evolución histórica se burla de todas las medidas profilácticas que se han adoptado para la prevención de la oligarquía".
Según Michels, todas las organizaciones finalmente llegan a ser dirigidas por una "clase de liderazgo", que a menudo funcionan como administradores pagados, ejecutivos, portavoces o estrategas políticos de la organización. Lejos de ser "servidores de las masas", Michels argumenta que esta "clase de liderazgo", en lugar de los miembros de la organización, inevitablemente crecerá para dominar las estructuras de poder de la organización. Al controlar quién tiene acceso a la información, quienes están en el poder pueden centralizar su poder con éxito, a menudo con poca rendición de cuentas, debido a la apatía, la indiferencia y la falta de participación que la mayoría de los miembros de base tienen en relación con los procesos de toma de decisiones de su organización. Michels argumenta que los intentos democráticos de responsabilizar a los puestos de liderazgo tienden a fallar, ya que con el poder viene la capacidad de recompensar la lealtad, la capacidad de controlar la información sobre la organización y la capacidad de controlar qué procedimientos sigue la organización al tomar decisiones. Todos estos mecanismos se pueden utilizar para influir fuertemente en el resultado de cualquier decisión tomada 'democráticamente' por los miembros.
Michels afirmó que el objetivo oficial de la democracia representativa de eliminar el gobierno de la élite era imposible, que la democracia representativa es una fachada que legitima el gobierno de una élite en particular, y que el gobierno de la élite, al que se refiere como oligarquía, es inevitable. Más tarde, Michels emigró a Italia y se unió al Partido Fascista de Benito Mussolini, ya que creía que este era el siguiente paso legítimo de las sociedades modernas. La tesis se hizo popular una vez más en la América de la posguerra con la publicación de Union Democracy: The Internal Politics of the International Typographical Union (1956) y durante la alarma roja provocada por el macartismo .

## Historia
En 1911, Robert Michels argumentó que, paradójicamente, los partidos socialistas de Europa, a pesar de su ideología democrática y disposiciones para la participación masiva, parecían estar dominados por sus líderes al igual que los partidos conservadores tradicionales. La conclusión de Michels fue que el problema radica en la naturaleza misma de las organizaciones. La era moderna más liberal y democrática permitió la formación de organizaciones con objetivos innovadores y revolucionarios, pero a medida que tales organizaciones se vuelven más complejas, se vuelven cada vez menos democráticas y revolucionarias. Michels formuló la "ley de hierro de la oligarquía": "Quien dice organización, dice oligarquía".
Más tarde se convirtió en un importante ideólogo del régimen fascista de Benito Mussolini en Italia, enseñando economía en la Universidad de Perugia .

## Razones
Michels destacó varios factores que subyacen a la ley de hierro de la oligarquía. Darcy K. Leach los resumió brevemente así: "La burocracia sucede. Si ocurre la burocracia, el poder sube. El poder corrompe”  Cualquier organización grande, señaló Michels, tiene que crear una burocracia para mantener su eficiencia a medida que se hace más grande: se deben tomar muchas decisiones a diario que no pueden ser tomadas por un gran número de personas desorganizadas. Para que la organización funcione de manera efectiva, tiene que ocurrir la centralización y el poder terminará en manos de unos pocos. Esos pocos, la oligarquía, utilizarán todos los medios necesarios para preservar y aumentar aún más su poder.
Según Michels, este proceso se complica aún más porque la delegación es necesaria en cualquier organización grande, ya que miles, a veces cientos de miles, de miembros no pueden tomar decisiones a través de la democracia participativa. Hasta la fecha, esto ha sido dictado por la falta de medios tecnológicos para que un gran número de personas se reúnan y debatan, y también por cuestiones relacionadas con la psicología de las masas, ya que Michels argumentó que las personas sienten la necesidad de ser guiadas. La delegación, sin embargo, lleva a la especialización—al desarrollo de bases de conocimiento, habilidades y recursos entre un liderazgo—lo que aleja aún más al liderazgo de la base y afianza el liderazgo en el cargo. Michels también argumentó que para los líderes en las organizaciones, "El deseo de dominar... es universal. Estos son hechos psicológicos elementales". Por lo tanto, eran propensos a buscar el poder y la dominación.
La burocratización y la especialización son los procesos impulsores de la ley de hierro. Dan como resultado el surgimiento de un grupo de administradores profesionales en una organización jerárquica, que a su vez conduce a la racionalización y rutinización de la autoridad y la toma de decisiones, un proceso descrito primero y quizás mejor por Max Weber, luego por John Kenneth Galbraith, y en menor y más cínico grado por el principio de Peter .
La burocracia por diseño conduce a la centralización del poder por parte de los líderes. Los líderes también tienen control sobre las sanciones y recompensas. Tienden a promover a quienes comparten sus opiniones, lo que inevitablemente conduce a la oligarquía que se perpetúa a sí misma. Las personas alcanzan posiciones de liderazgo porque tienen una habilidad política superior a la media (ver Autoridad carismática ). A medida que avanzan en sus carreras, su poder y prestigio aumenta. Los líderes controlan la información que fluye por los canales de comunicación, censurando lo que no quieren que sepa la base. Los líderes también dedicarán recursos significativos para persuadir a las bases de la corrección de sus puntos de vista. Esto es compatible con la mayoría de las sociedades: a las personas se les enseña a obedecer a quienes están en posiciones de autoridad. Por lo tanto, la base muestra poca iniciativa y espera que los líderes ejerzan su juicio y emitan directivas a seguir.

## Trascendencia
La "ley de hierro de la oligarquía" establece que todas las formas de organización, independientemente de cuán democráticas puedan ser al principio, eventualmente e inevitablemente desarrollarán tendencias oligárquicas, haciendo así práctica y teóricamente imposible la verdadera democracia, especialmente en grupos grandes y organizaciones complejas. La relativa fluidez estructural en una democracia a pequeña escala sucumbe a la "viscosidad social" en una organización a gran escala. Según la "ley de hierro", la democracia y la organización a gran escala son incompatibles.

## Ejemplos y excepciones
Un ejemplo que Michels usó en su libro fue el Partido Socialdemócrata de Alemania .

### Los sindicatos y laDemocracia Sindicalde Lipset
Una de las excepciones más conocidas a la ley de hierro de la oligarquía es la ya desaparecida Unión Tipográfica Internacional, descrita por Seymour Martin Lipset en su libro de 1956, Union Democracy . Lipset sugiere una serie de factores que existieron en la UIT que supuestamente son responsables de contrarrestar esta tendencia hacia la oligarquía burocrática. El primero y quizás el más importante tiene que ver con la forma en que se fundó el sindicato. A diferencia de muchos otros sindicatos (p. ej., United Steel Workers of America (USWA) del CIO, y muchos otros sindicatos artesanales) que estaban organizados de arriba hacia abajo, la ITU tenía varios sindicatos locales grandes y fuertes que valoraban su autonomía, que existía mucho antes de que se formara la internacional. Esta autonomía local se vio fortalecida por la economía de la industria gráfica que operaba en mercados mayoritariamente locales y regionales, con poca competencia de otras áreas geográficas. Los grandes locales continuaron guardando celosamente esta autonomía contra las invasiones de los oficiales internacionales. En segundo lugar, la existencia de facciones ayudó a poner freno a las tendencias oligárquicas que existían en la sede nacional. Los líderes que no están controlados tienden a desarrollar salarios más altos y estilos de vida más suntuosos, lo que los hace reacios a volver a sus trabajos anteriores. Pero con una poderosa facción lista para exponer el despilfarro, ningún líder se atrevió a aceptar una remuneración personal demasiado generosa. Estos dos factores fueron convincentes en el caso de la UIT.
Lipset y sus colaboradores también citan una serie de otros factores que son específicos de los sindicatos de oficios en general y de los oficios de la imprenta en particular, incluida la homogeneidad de los miembros, con respecto a su trabajo y estilos de vida, su identificación con su oficio, su más medio estilo de vida de clase y salario. Para este último punto, se basa en Aristóteles, quien argumentó que lo más probable era que una política democrática existiera donde había una clase media grande y estable, y los extremos de riqueza y pobreza no eran grandes. Finalmente, los autores señalan los horarios de trabajo irregulares que llevaron a los compañeros de tienda a pasar más tiempo juntos. Estos últimos factores son menos persuasivos, ya que no se aplican a muchas formas de organización industrial, donde la mayor parte de la democracia sindical se ha desarrollado en los últimos tiempos.

### Sindicatos de estudiantes universitarios
Titus Gregory usa la "ley de hierro" de Michels para describir cómo la estructura centralista democrática de la Federación Canadiense de Estudiantes, que consiste en sindicatos de estudiantes individuales, fomenta la oligarquía.
Titus Gregory sostiene que los sindicatos de estudiantes universitarios de hoy "muestran tendencias tanto oligárquicas como democráticas". A diferencia de los sindicatos, tienen una membresía ideológicamente diversa y con frecuencia tienen elecciones democráticas competitivas cubiertas por medios universitarios independientes que protegen su independencia. Estos factores son influencias fuertemente democratizadoras, creando condiciones similares a las descritas por Lipset sobre la UIT. Sin embargo, Gregory argumenta que los sindicatos de estudiantes también pueden ser muy antidemocráticos y oligárquicos como resultado de la membresía transitoria de los estudiantes involucrados. Cada año, entre una cuarta parte y la mitad de los miembros cambian, y Gregory argumenta que esto crea una situación en la que los líderes estudiantiles electos se vuelven dependientes del personal del sindicato de estudiantes para la memoria institucional y la orientación. Dado que muchos sindicatos de estudiantes extraen cuotas obligatorias de su membresía transitoria, y muchas universidades más pequeñas y/o campus de cercanías pueden extraer este dinero con poca responsabilidad, se fomenta el comportamiento oligárquico. Por ejemplo, Gregory señala con qué frecuencia las reglas electorales de los sindicatos de estudiantes "operan bajo reglas y regulaciones tiránicas" que los que están en el poder utilizan con frecuencia para descalificar o excluir a los posibles contendientes electorales. Gregory concluye que los sindicatos de estudiantes pueden "resistir la ley de hierro de la oligarquía" si tienen "una comunidad estudiantil comprometida", "medios estudiantiles independientes", una "fuerte tradición de libertad de información" y una "autoridad electoral imparcial" capaz de administrar las elecciones de manera justa.

### Subgrupos participativos y poder compensatorio
El estudio de Jonathan Fox de 1992 se enfoca en cómo los subgrupos participativos dentro de una organización de membresía pueden generar un grado de poder compensatorio que puede mitigar al menos temporalmente la "ley de hierro de la oligarquía".

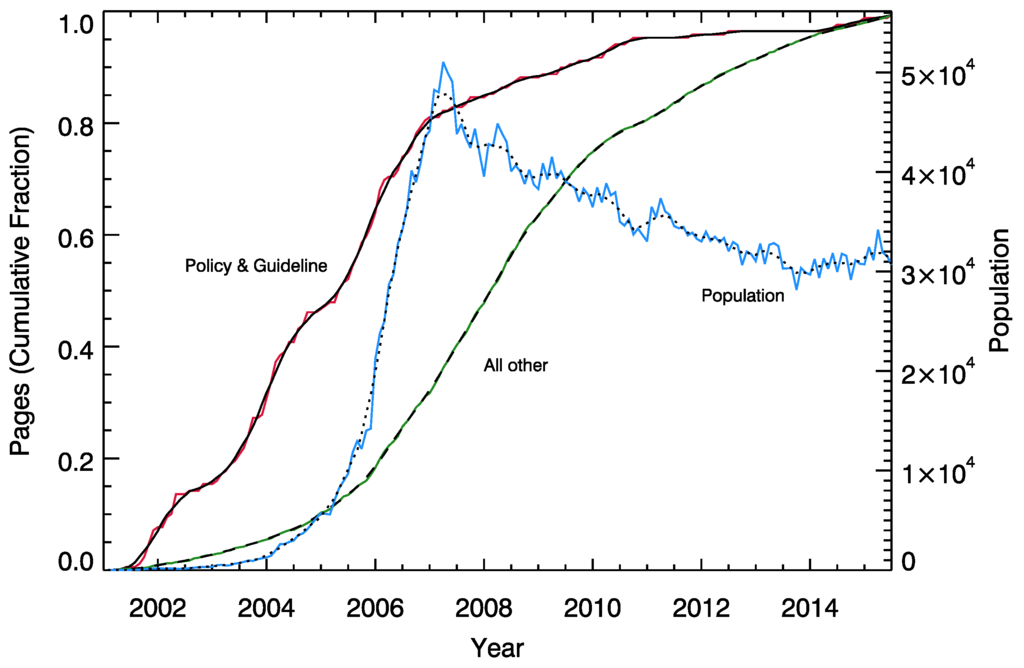
Crecimiento acumulativo en las páginas de Wikipedia relacionadas con políticas (línea roja/continua) y sin políticas (línea verde/discontinua), superpuestas a la población activa (línea azul/punteada). La creación de políticas precede a la llegada de la mayoría de los usuarios, mientras que la creación de páginas que no son de políticas, generalmente en forma de ensayos y comentarios, va a la zaga del crecimiento de la población.

La investigación de Bradi Heaberlin y Simon DeDeo ha encontrado que la evolución de la red de normas de Wikipedia a lo largo del tiempo es consistente con la ley de hierro de la oligarquía. Su análisis cuantitativo se basa en la extracción de datos de más de una década de información de artículos y usuarios. Muestra el surgimiento de una oligarquía derivada de competencias en cinco "clusters" significativos: administración, calidad del artículo, colaboración, formato y política de contenido. Heaberlin y DeDeo señalan: "Las normas fundamentales de la enciclopedia abordan principios universales, como la neutralidad, la verificabilidad, el civismo y el consenso. La ambigüedad y la interpretabilidad de estos conceptos abstractos pueden llevarlos a desacoplarse unos de otros con el tiempo".

## La solución de Adolf Gasser para la ley de hierro de la oligarquía de Michels
En su libro Gemeindefreiheit als Rettung Europas , publicado en 1943 (primera edición en alemán) con una segunda edición en 1947 (en alemán), Adolf Gasser estableció los siguientes requisitos para una democracia representativa a fin de permanecer estable, no afectada por la ley de hierro de la oligarquía de Michels:
- La sociedad debe construirse de abajo hacia arriba. En consecuencia, la sociedad la construyen las personas, que son libres y tienen el poder de defenderse con las armas.
- Estas personas libres se unen o forman comunidades locales. Estas comunidades locales son independientes, lo que incluye la independencia financiera, y son libres de determinar sus propias reglas.
- Las comunidades locales se unen en una unidad superior, por ejemplo, un cantón.
- No hay burocracia jerárquica.
- Existe competencia entre estas comunidades locales, por ejemplo, en los servicios prestados o en los impuestos.

## Recepción
En 1954, Maurice Duverger expresó su acuerdo general con la tesis de Michels. En un estudio de 1953, CW Cassinelli argumentó que la tesis principal de Michels tiene "un alto grado de credibilidad general", pero argumentó que la declaración de la teoría era "inadecuada" y que la evidencia de Michels a favor de la teoría era "no concluyente". En un artículo de 1966, el politólogo Dankwart Rustow describió la tesis de Michels como "un argumento brillantemente falaz a fortiori ". Rustow afirmó que la experiencia de los partidos socialdemócratas de Europa no se puede generalizar para otros partidos políticos. Josiah Ober argumenta en Democracy and Knowledge que la experiencia de la antigua Atenas muestra que el argumento de Michels no es cierto; Atenas era una gran democracia participativa, pero superó a sus rivales jerárquicos.
Según un artículo de 2000, "en la medida en que los académicos contemporáneos preguntan sobre las organizaciones de los movimientos sociales, tienden a reforzar la afirmación de Michels de que las organizaciones burocratizadas y establecidas son más conservadoras en objetivos y tácticas, aunque por lo general sin involucrarse explícitamente en el debate de la ley de hierro. "  Sin embargo, el estudio encontró que la ley de hierro era maleable y que los sindicatos establecidos podían, bajo ciertas circunstancias, revitalizarse y experimentar un cambio radical de acuerdo con los deseos de sus miembros.
Según un estudio de 2005, "A pesar de casi un siglo de debate académico sobre esta cuestión ... todavía no hay consenso sobre si la afirmación de Michels es cierta y bajo qué condiciones". Una crítica es que el poder no necesariamente corrompe el liderazgo de las organizaciones y que la estructura de las organizaciones puede controlar a los líderes. Otra crítica es que Michels no describe las condiciones bajo las cuales su tesis podría ser falsada ni una definición clara de lo que constituye la oligarquía.
El método que usa Michels a veces se ha caracterizado como un estudio de caso "crucial" o "menos probable", porque eligió un caso (el Partido Socialdemócrata Alemán) que es menos probable que respalde su teoría (porque el Partido Socialdemócrata Alemán fue una institución que tenía un proceso e ideología democráticos).

## Relación con otras obras
La ley de hierro de la oligarquía es similar al concepto de The Theory and Practice of Oligarchical Collectivism, un libro ficticio de la novela distópica Nineteen Eighty-Four (1984) de George Orwell, autor de una reseña de The Managerial Revolution de James Burnham . varios años antes. ese libro ficticio comienza:

A lo largo del tiempo registrado, y probablemente desde el final de la Edad Neolítica, ha habido tres tipos de personas en el mundo, los Altos, los Medios y los Bajos. Se han subdividido de muchas maneras, han llevado innumerables nombres diferentes, y su número relativo, así como su actitud hacia los demás, ha variado de época en época: pero la estructura esencial de la sociedad nunca se ha alterado. Incluso después de enormes trastornos y cambios aparentemente irrevocables, el mismo patrón siempre se ha reafirmado, al igual que un giroscopio siempre vuelve al equilibrio, sin importar cuán lejos se lo empuje en un sentido o en el otro.